# Karakıran
Karakıran ist ein Dorf im Landkreis Sarayköy der türkischen Provinz Denizli. Karakıran liegt etwa 31 km nordwestlich der Provinzhauptstadt Denizli und 8 km westlich von Sarayköy. Karakıran hat 231  Einwohner (Stand 2022).